# Фридрих Клюд
Фридрих Клюд (на руски: Фридрих Клюд) (срещан и като Фридрих Клудт и Хайнрих Клюд) е български футболист и футболен съдия от германски произход. Той е първият натурализиран футболист, играл за българския национален отбор.

## Биография
Роден е в лутеранското село Грюнау в Таврия на 29 юли 1899 г. Баща му Теодор Фюрштегот Клюд е лутерански пастор, а майката Йохана Елизабет Бауман е учител. Фридрих Клюд има 13 братя и сестри. Фридрих завършва търговско училище в Екатеринодар.
След Октомврийската революция е част от Бялата армия. Евакуира се от Крим на остров Лемнос. Пристига в България като част от Кубанското военно училище, разположено в Търново-Сеймен. След като се установява в България като футболист, Клюд работи като чиновник в „Кредитна банка“ в София и впоследствие заема директорския пост.
След Втората световна война се премества в Германия, където живее до смъртта си. Почива в Хамбург през 1957 г.

## Клубна кариера
Преминава в тима на Сокол (Харманли) след приятелски мач между Сокол и тима на Кубанското военно училище през май 1922 г. Съотборници на Клюд са руснаците Булгаков, Дятченко, Бели и Димитриенко. За Сокол вкарва 5 гола при победа над хасковски отбор с резултат 8:2.
През 1922 г. става част от ФК 13. Става един от лидерите на тима в нападение. През 1924 г. в-к „Спорт“ го определя за най-добрия десен инсайд в София. На следващата година става завеждащ спорта на отбора. По време на престоя си получава предложения от други софийски отбори, но отказва да напусне „ветераните“. С ФК 13 е два пъти финалист в турнира за купата „Улпия Сердика“ (1930 и 1931). Според юбилейната брошура „25 години ФК 13“ Клюд е „лидер на нападението в периода 1922 - 1931“. Според бившия играч на ФК 13 и спортен журналист Климент Симеонов Клюд играе до почти 40-годишна възраст. През 1938 г. участва в мач на ветераните на ФК 13 и Славия.
След края на кариерата си тренира и юношите на ФК 13. Запомнен е като „фин човек, винаги спретнат и елегантен, образец на коректен футболист, авторитет“. По спомени на съотборника му Йордан Илиев дори по време на мач футболистите се обръщат към него на Вие.

## Национален отбор
През 1924 г. е включен в състава на националния отбор на България. Поради скандал между софийските и варненските клубове относно повиканите играчи Клюд отпада от състава.
Дебютира за българския национален отбор на 17 юли 1927 г. срещу Турция (3:3), но е сменен в 25-ата минута поради контузия. Това е и единственият му мач за националния отбор. През 1929 г. е включен в разширения състав за мач срещу Румъния, но не играе в него.

## Съдийство
Ръководи мачове в Столичното първенство, а през 1926 г. става член на съдийската комисия към БФС и дълги години се подвизава и като рефер. През 1927 г. е главен съдия на финала за Царската купа, спечелен служебно от Владислав (Варна). Ръководи финала на шампионата и през 1928 г., в който печели Славия. През 1932 г. е освободен от съдийската комисия.